# イヴ (エンジェルの登場人物)
イヴ (Eve) は、アメリカのテレビドラマ『エンジェル』に登場する架空の弁護士。演じた俳優は『クルーエル・インテンションズ2』でダニエル役を演じたサラ・トンプソン。

## 肩書
シニア・パートナーの代理。ライラ・モーガンの後任。
ウルフラム&ハートの弁護士。

## 特徴
- 外見は20代だが、実際は1000歳を越えるアンデッド。
- 正体はシニアパートナーズ・チャイルドと呼ばれる擬似生命体。

## 関連する人物
- エンジェル

イヴの部下。『忙殺』で恋に落ちる。
- リンジー・マクドナルド

イヴの本命の恋人。エンジェルの旧敵。
- マーカス・ハミルトン

イヴと同じシニアパートナーズ・チャイルド。イヴの後任の弁護士。